# Sematophyllum brotheri
Sematophyllum brotheri là một loài rêu trong họ Sematophyllaceae. Loài này được Z. Iwats. & B.C. Tan mô tả khoa học đầu tiên năm 1977.